# Iglesia de Santa Teresa (Lecce)
La iglesia de Santa Teresa es una iglesia barroca en el centro histórico de Lecce. Fue fundada en 1620 junto con el contiguo convento de las Carmelitas Descalzas.

## Historia
Su construcción es atribuida a Giuseppe Zimbalo, aunque este nació en 1620, cuando esta se empezó a construir, ya que recuerda otra construcción del maestro de Lecce, la iglesia de la Annunziata en Galugnano. Se levanto sobre el espacio que ocupaban dos antiguas capillas dedicadas a San Nicolás de Bari y Santa Venera, y fue terminado en 1630. Tras la supresión de la orden en 1807, el convento se convirtió en sede del cuartel de los Carabinieri (1831) y posteriormente de una escuela. La iglesia se transformó en un almacén de tabaco. En 1831 se fundó allí la archicofradía de las SS. Crucifijo y el Gonfalone que lo restauró.

## Descripción

### Exterior
La fachada, que quedó inacabada, se divide en dos órdenes y se caracteriza por un interesante compromiso volumétrico realzado por la exuberancia decorativa de las columnas y festones corintios. El orden inferior está salpicado por columnas con fustes estriados y dos hornacinas que albergan las estatuas de piedra de San Juan Bautista y San Juan Evangelista. La portada de entrada está rematada por el escudo de la Archicofradía del Crucifijo. El orden superior, sin frontón de remate, presenta un ventanal y decoraciones con composiciones florales que recuerdan la fachada de la Iglesia del Rosario.

### Interior
El interior, de una sola nave y planta de cruz latina, cuenta con un corto crucero y profundas capillas abiertas a los lados de la nave. Esta última tiene cubierta de bóveda de lunetos, mientras que las capillas están cubiertas por una pequeña cúpula ovalada.Tres altares a cada lado enriquecen el patrimonio artístico del edificio. En el lado izquierdo de la nave se encuentran los altares de los santos Medici, de Santa Venera y de Teresa de Ávila. En el muro derecho se encuentran los altares de la Inmaculada Concepción, la Dormitio (con un fresco del siglo XVI) y el Crucifijo.

El crucero alberga en el brazo derecho las pinturas de Sant'Anna, de La Adoración de los Magos, de San Giovanni Battista y de Sant'Antonio da Padova ; en el de la izquierda los de La Adoración de los Pastores, de Judit con la cabeza de Holofernes y de Salomé con la cabeza del Bautista. En el presbiterio, detrás del altar mayor de mármol encargado en el siglo XIX por la archicofradía del Crucifijo, se encuentra el antiguo coro de madera. En las paredes se colocan varios lienzos, entre ellos la Anunciación de la Virgen, el Descanso en Egipto y el retablo central de la Virgen y el Niño con los Santos.
Sobre la puerta de entrada se encuentra una gigantesca estatua de papel maché de San Oronzo, obra creada en 1869 por Achille de Lucrezi de Lecce.

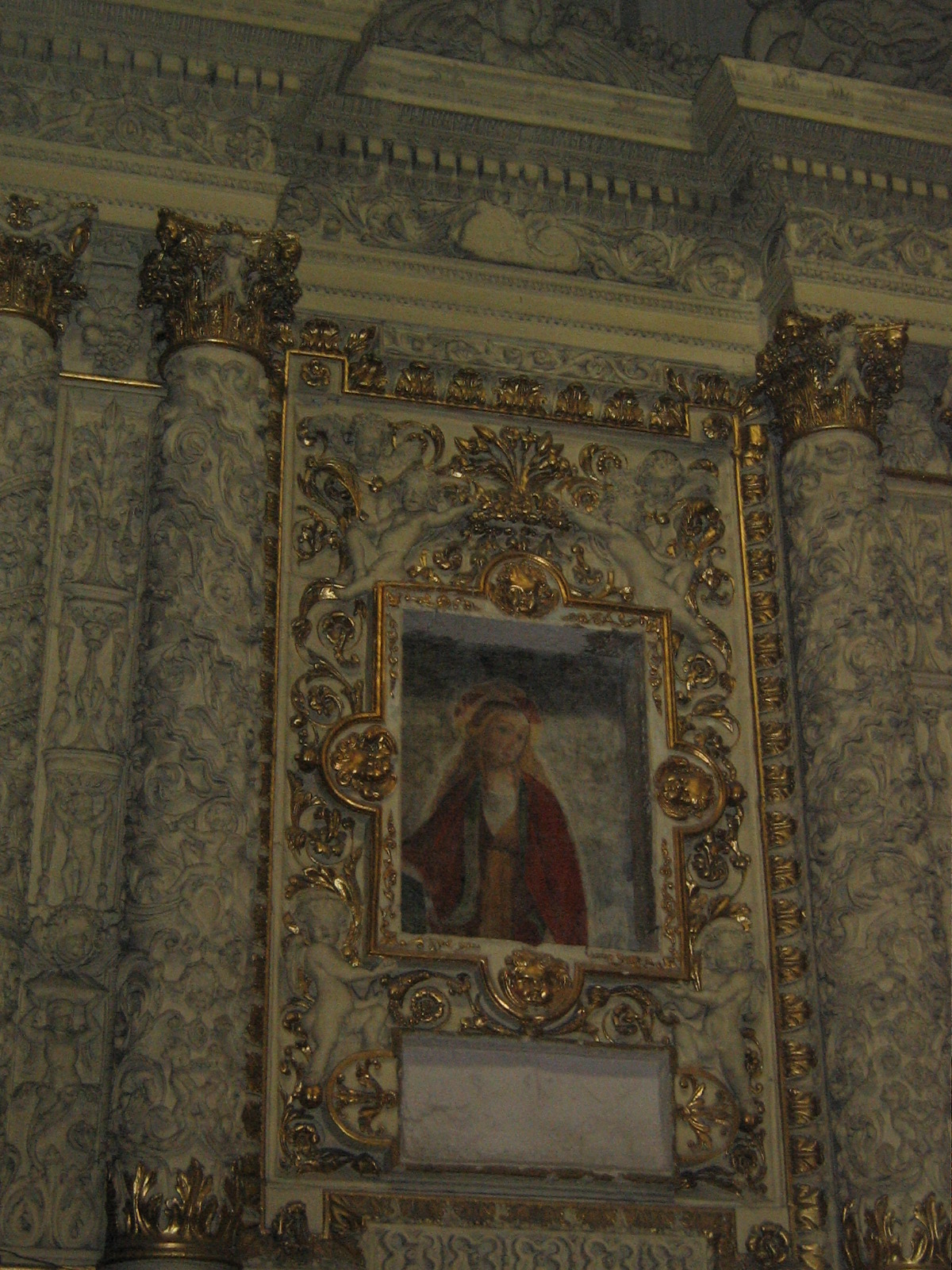
Altar de Santa Venera
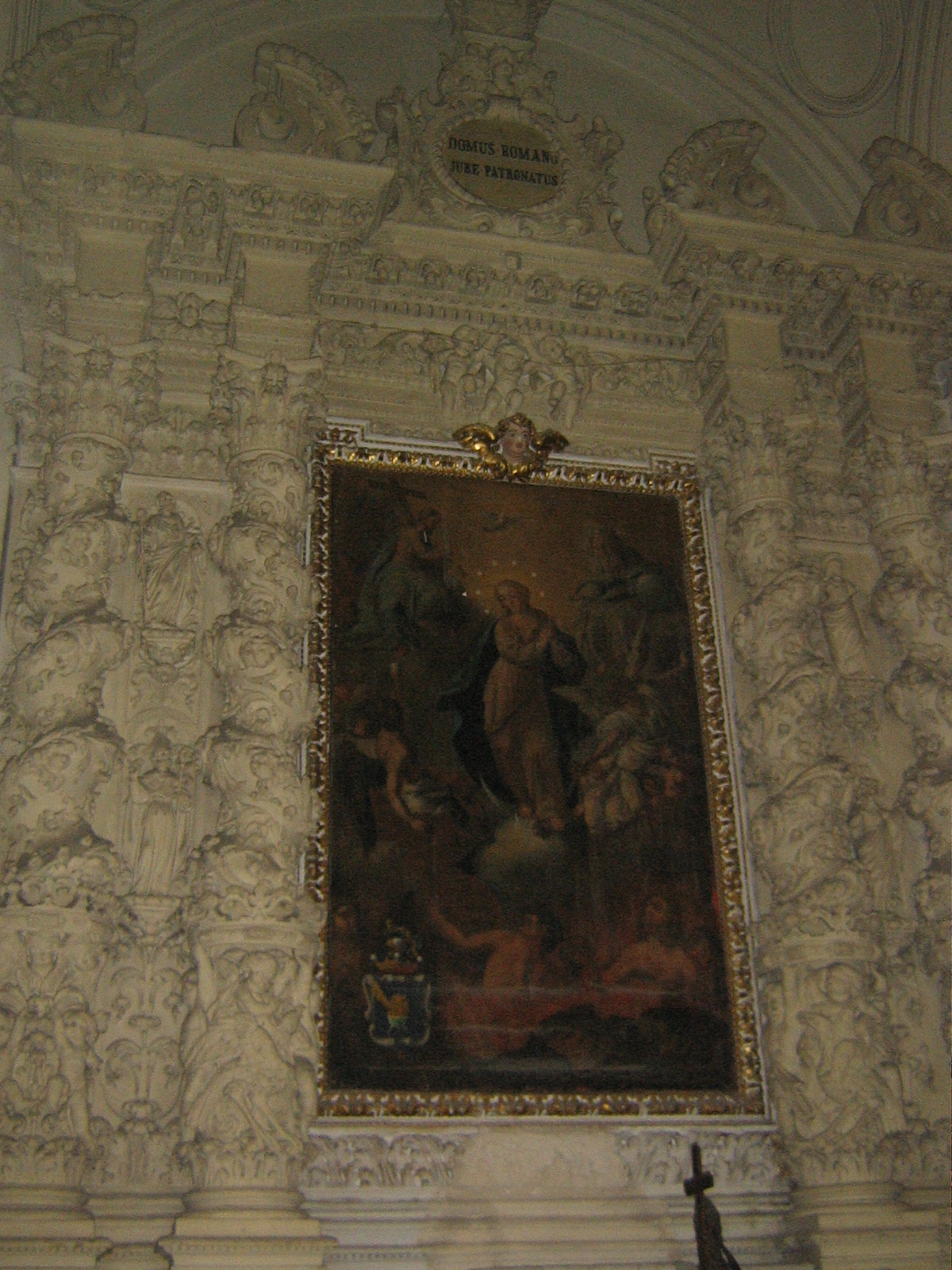
Altar de la Inmaculada Concepción
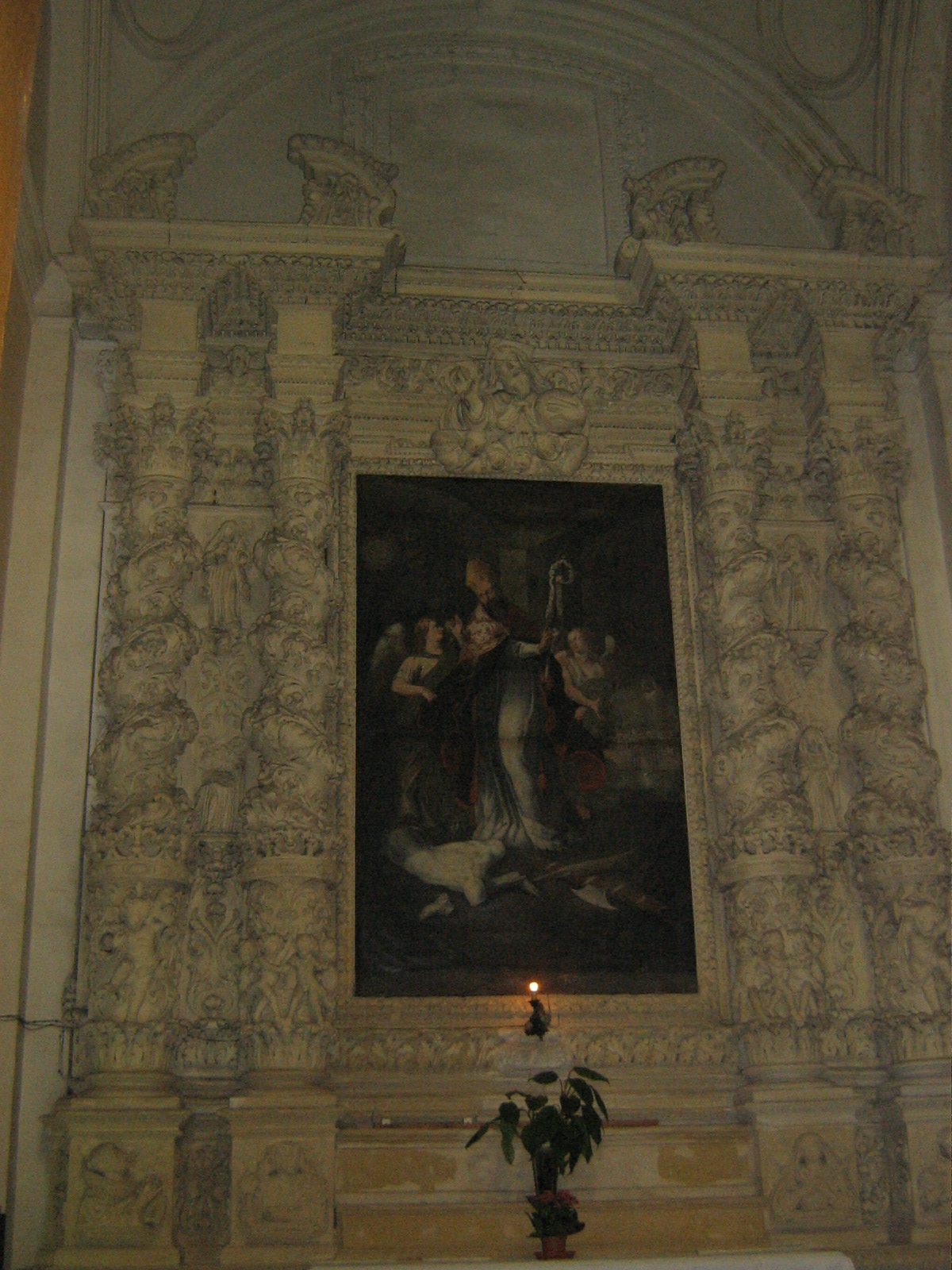
Altar de Sant'Oronzo